# EFCAB9
EFCAB9 (англ. EF-hand calcium binding domain 9) – білок, який кодується однойменним геном, розташованим у людей на 5-й хромосомі. Довжина поліпептидного ланцюга білка становить 197 амінокислот, а молекулярна маса — 23 937.
| 10         |  | 20         |  | 30         |  | 40         |  | 50         |
| ---------- |  | ---------- |  | ---------- |  | ---------- |  | ---------- |
| MRLKQGSFLW |  | YLYLDKIYCL |  | LSVRNVKALA |  | EYFHILDVHG |  | KNTLNDVLFY |
| HFLHHVTDLK |  | KAQINIVFDM |  | LDWNAVGEID |  | FEKFYMLVCM |  | LLAHQNHLEG |
| QFMYRHSRPV |  | FDLLDLKGDL |  | RIGAKNFEMY |  | RFLFNIQKQE |  | LKDLFRDFDI |
| TGDNRLNYQE |  | FKLYTIIYTD |  | KLQKRQKTEE |  | KEKGERKRSL |  | YSKCHIK    |

A: Аланін

C: Цистеїн

D: Аспарагінова кислота

E: Глутамінова кислота

F: Фенілаланін

G: Гліцин

H: Гістидин

I: Ізолейцин

K: Лізин

L: Лейцин

M: Метіонін

N: Аспарагін

P: Пролін

Q: Глутамін

R: Аргінін

S: Серин

T: Треонін

V: Валін

W: Триптофан